# Tuerta liturata
Tuerta liturata är en fjärilsart som beskrevs av Aurivillius 1892. Tuerta liturata ingår i släktet Tuerta och familjen nattflyn. Inga underarter finns listade i Catalogue of Life.